# José Yarnoz Larrosa

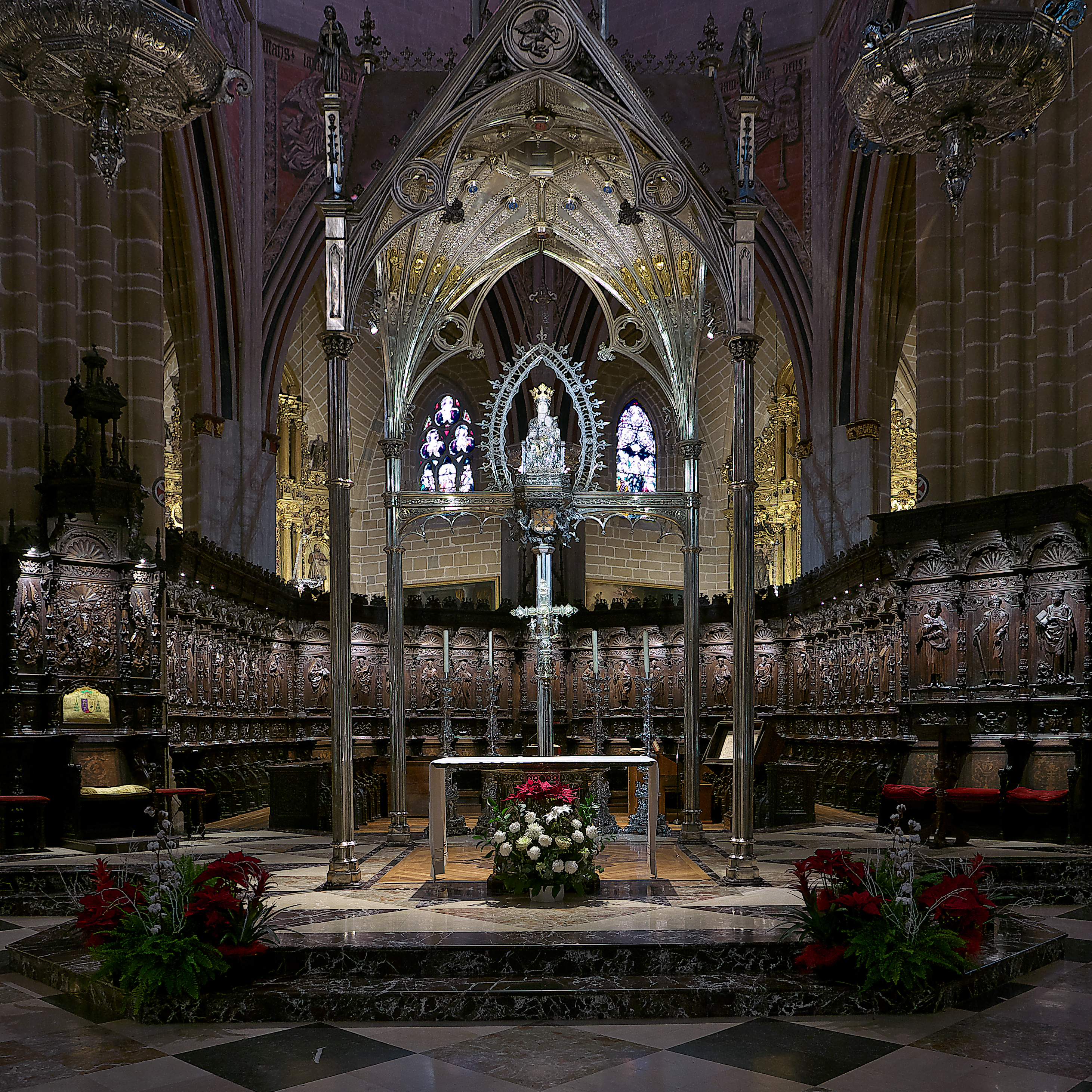
Catedral de Pamplona, baldaquino (1946)

José Yárnoz Larrosa (Pamplona, 1884-Madrid, 26 de diciembre de 1966) fue un arquitecto, restaurador y académico navarro que llevó a cabo numerosos e importantes proyectos arquitectónicos durante las primeras décadas del siglo XX. Respaldado en gran parte de ellos por su hermano Javier Yárnoz Larrosa (también arquitecto). La obra de Yárnoz se encuadra a lo largo de su biografía.

## Biografía
En 1903 a la edad de 19 años José Yárnoz comenzó sus estudios de arquitectura en la Escuela de Madrid y los finalizó en 1910. Tras terminar sus estudios comenzó a trabajar en el taller del arquitecto Antonio Oriol, donde  continuó formándose.  En ese mismo año de 1910, realizó junto con su compañero y amigo Modesto López un proyecto de pabellón para la Exposición Universal de Madrid de 1913 (que nunca llegó a tener lugar) con la que obtuvieron la medalla de oro de la Exposición Nacional de Bellas Artes.
En 1912 llevó a cabo varios proyectos, tanto en España, como en Argentina. Destacando los de su tierra natal, El pabellón del Congreso Nacional de Vinicultura y el Casino restaurante Besta Jira (Villava) y en el país latinoamericano diseño la construcción de varios proyectos de villas nobiliarias. En estas tierras tuvo lugar su enlace matrimonial con Inés Orcoyen, con quien tuvo a sus dos hijos, José María y Francisco Javier (ambos arquitectos).
Su estancia en Argentina fue breve, ya que para 1914 José abrió su propio estudio en Madrid. Desde 1916 trabajó para el Banco de España diseñando los proyectos de gran parte de las sucursales bancarias del país en cada provincia, en ocasiones en colaboración con otros arquitectos (en Burgos, Vitoria, Badajoz, Santander, Pamplona, Murcia, Santa Cruz de Tenerife, Orense, Tarragona, Ávila, Guadalajara, Barcelona, Málaga, Soria, Huelva, San Sebastián, Alicante, León, Logroño y Cáceres como capitales de provincia, a las que habría que unir las oficinas de Alcoy y Ferrol. y la ampliación de la sede central de Madrid). Ayudado desde 1923 por su hermano Javier, también arquitecto, quien colaboró con José hasta 1936, fecha en la que tuvo que exiliarse a Venezuela con motivo del estallido de la guerra civil española.
En 1924 la Diputación de Navarra en colaboración con la Real Academia de Bellas Artes de San Fernando, convocó un concurso internacional para la restauración del Palacio real de Olite, que fue ganado por el proyecto presentado por los hermanos Yárnoz. Pero que no se comenzó hasta 1937.
En 1929 José se encargó de la ampliación y reforma del palacio de la Diputación de Navarra y ese mismo año le fue asignado el diseño del Pabellón de Navarra en la Exposición Iberoamericana de Sevilla, para el cual escogió la portada de San Miguel Arcángel (Estella) de estilo románico.
El estallido de la guerra en España, llevó a la separación de los hermanos Yárnoz, Javier continuó proyectando edificios en América trabajando para  el Ministerio de Obras públicas de Venezuela. Mientras que José permaneció en España desarrollando su obra dentro del régimen franquista. Con el final de la guerra en 1939, José colaboró con la Dirección General de Regiones Devastadas y Reparaciones en la ciudad.
Su trayectoria profesional ya era más que notable, por lo que para 1940 a la edad de 56 años fue nombrado director del Servicio de Monumentos de la prematura Institución Príncipe de Viana creada ese mismo año. Entre sus cargos también contamos el ingreso como académico en la Academia de Bellas Artes de San Fernando donde ostentó el cargo de Comisión Central de Monumentos y de secretario en la Comisión mixta de academias de Historia y San Fernando, encargado del cuidado de los monumentos nacionales. En 1959 fue condecorado con la Cruz de Alfonso X el Sabio, en reconocimiento a su trabajo, y en 1965 fue elegido académico de la Real Academia de Bellas Artes de San Jorge. Fue vicepresidente de la Sociedad Central de Arquitectos y desde 1931 presidente del Colegio Oficial de Arquitectos de Madrid.

## Corriente artística
José Yárnoz no tiene un estilo concreto, se caracteriza por una fusión de estilos históricos, una arquitectura ecléctica inspirada en la tradición nacional. Fusionando estilos bizantinos, mudéjares, góticos, renacentistas, barrocos. Apostaba por los estilos regionalistas y castos, aunque también realizaba obras modernistas y con guiños al art decó.
Yárnoz escribió en diversas revistas de arquitectura (Arquitectura, Arquitectura Española y La Construcción Moderna antes de la guerra, y Revista Nacional de Arquitectura, Cortijos y Rascacielos, Academia y Príncipe de Viana después de ésta) donde manifestaba su opinión. Para Yárnoz un buen arquitecto debía de conocer los estilos históricos tradicionales y a raíz de ellos y su creatividad crear su obra. Esto no quiere decir que desprestigiara la nueva arquitectura y que no estuviera al tanto de la modernidad.

## Restaurador
Otra de las caras de José Yárnoz Larrosa fue la de restaurador, esta faceta comenzó en 1924 con motivo del concurso presentado por la Diputación de Navarra para la restauración y reconstrucción del Palacio de Olite. José junto con su hermano Javier, presentó el proyecto de restauración basado en la corriente de Viollet-le-Duc, una metodología que requiere de una investigación y documentación del pasado histórico de los edificios previa a la intervención.

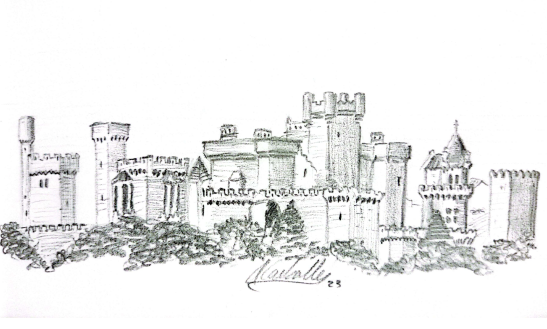
Dibujo a lápiz del Palacio Real de Olite

El palacio de los reyes de Navarra, llevaba en situación ruinosa desde el incendio de 1794, al que le sucedió un nuevo incendio provocado durante la Guerra de Independencia ordenado por Espoz y Mina para evitar su ocupación por los franceses. Tras más de un siglo sirviendo como cantera para los ciudadanos de Olite, fue adquirido por la Diputación de Navarra y en 1925 comenzó el desescombro de este. No fue hasta 1937 cuando José Yárnoz emprendió su proyecto de restauración.
Con la configuración de la Institución príncipe de Viana en 1940, la diputación le confío a Yárnoz la dirección de reconstrucciones para la conservación y restauración de monumentos del Reino de Navarra. Dirigió las restauraciones del claustro de la catedral de Tudela, la restauración de la catedral de Pamplona, los monasterios de Irache, Leire e Iranzu y las iglesias de Gallipienzo, Los Arcos, Estella, Ujué, Eunate, Gazolaz, Puente la Reina, Torres del Río, Viana, Olite, Lacunza y el Retablo Mayor de Santa María la Real de Sangüesa.

## Obras
La obra más relevante de José Yárnoz fue la ampliación de la sede central del Banco de España de Madrid junto a Luis Menéndez-Pidal. Yárnoz presentó su proyecto entre 1927 y 1928, una majestuosa obra que respetó en su mayoría la línea del edificio anterior realizado por el arquitecto Eduardo de Adaro, misma decoración, mismos materiales… A la vista no se percibe la ampliación posterior de Yárnoz, ya que en la unión de ambos edificios emplazó la portada principal. Una curiosidad a destacar es la corona mural situada en la portada principal que sobrevivió al régimen franquista. Aunque el proyecto se desenvolvió durante el reinado de Alfonso XIII, el edificio fue inaugurado en tiempos de la república, por lo que el edificio fue engalanado con la simbología republicana.

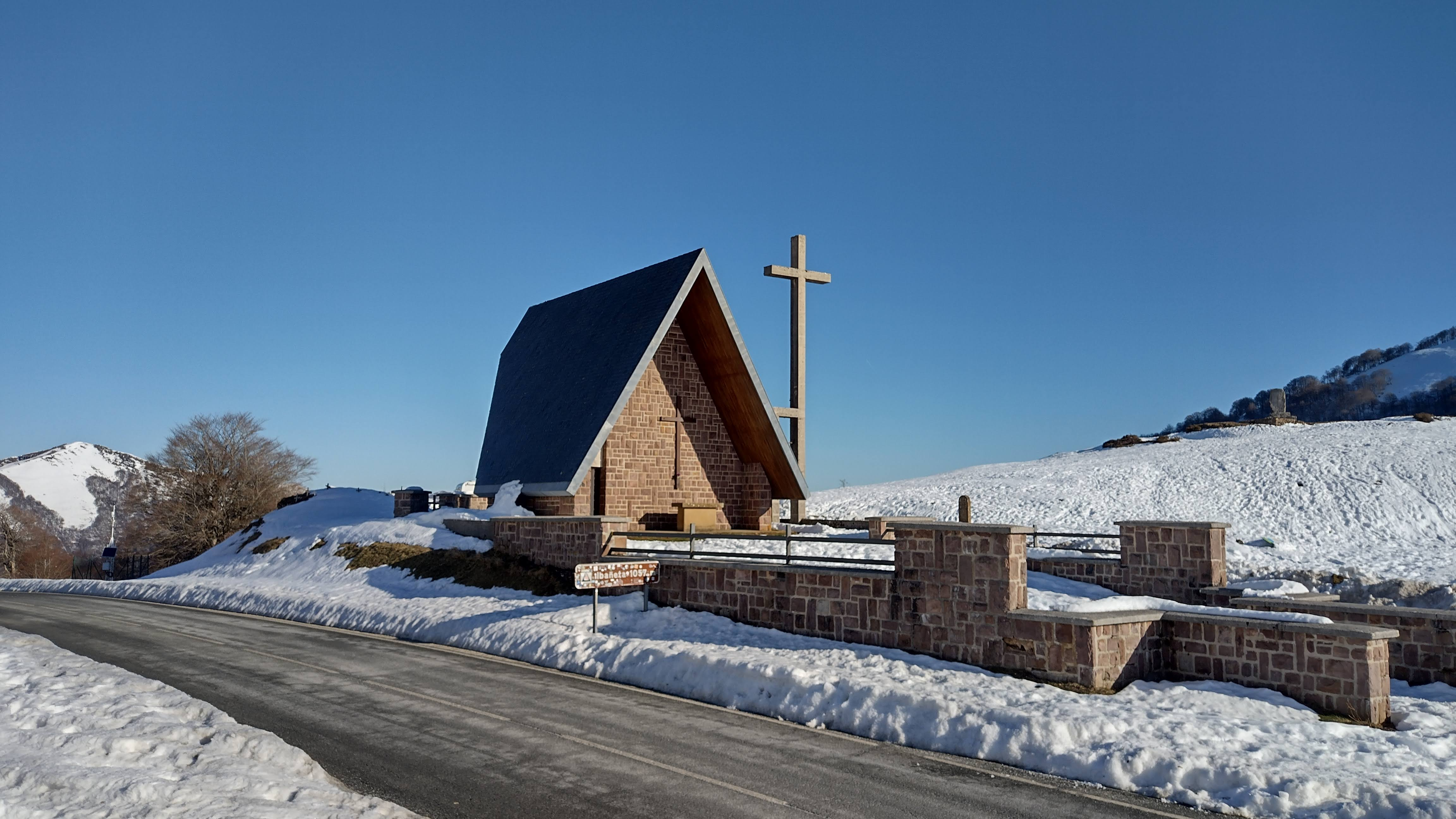
Ermita de San Salvador de Ibañeta (muga entre Valcarlos y Roncesvalles)

La cámara de alta seguridad del Banco de España también fue obra suya, firmó el proyecto para el gobierno republicano de Azaña en 1932, planteando una cámara a 28 metros bajo la tierra, siguiendo los modelos europeos. Yárnoz viajó al Banco de Francia en París para tomar su cámara de seguridad como modelo. Tras una serie de dificultades provocados por la composición de la tierra, la cámara se situó a los 35 metros de profundidad.
Yárnoz utilizó hormigón armado con cemento fundido y soluciones técnicas de doble capa de hormigón, aplicación de modernos productos hidrófugos y drenajes en el techo y en el suelo, que han logrado mantener la Cámara libre de filtraciones a lo largo de los años. Una de las medidas de seguridad trazada por Yárnoz fue el pozo inundable, que permite la inundación del pozo exterior por encima del marco de la puerta de acceso.
La ermita de San Salvador de Ibañeta de 1964 también es obra de Yárnoz. Es el primer templo religioso navarro que da la bienvenida al peregrino que viene desde Francia a su entrada por el alto de Ibañeta.

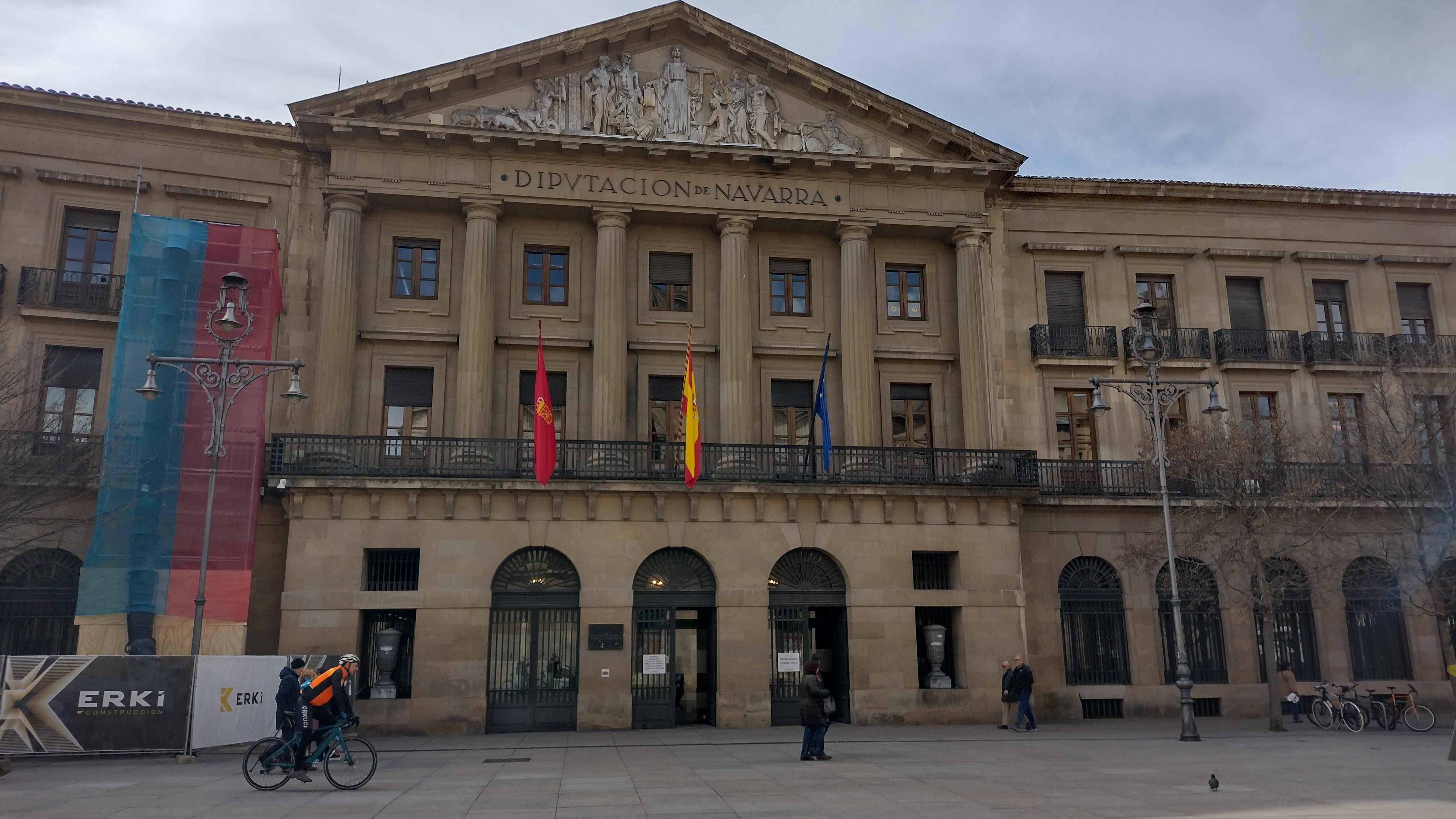
Palacio de la Diputación Foral de Navarra (Pamplona)

### En Pamplona

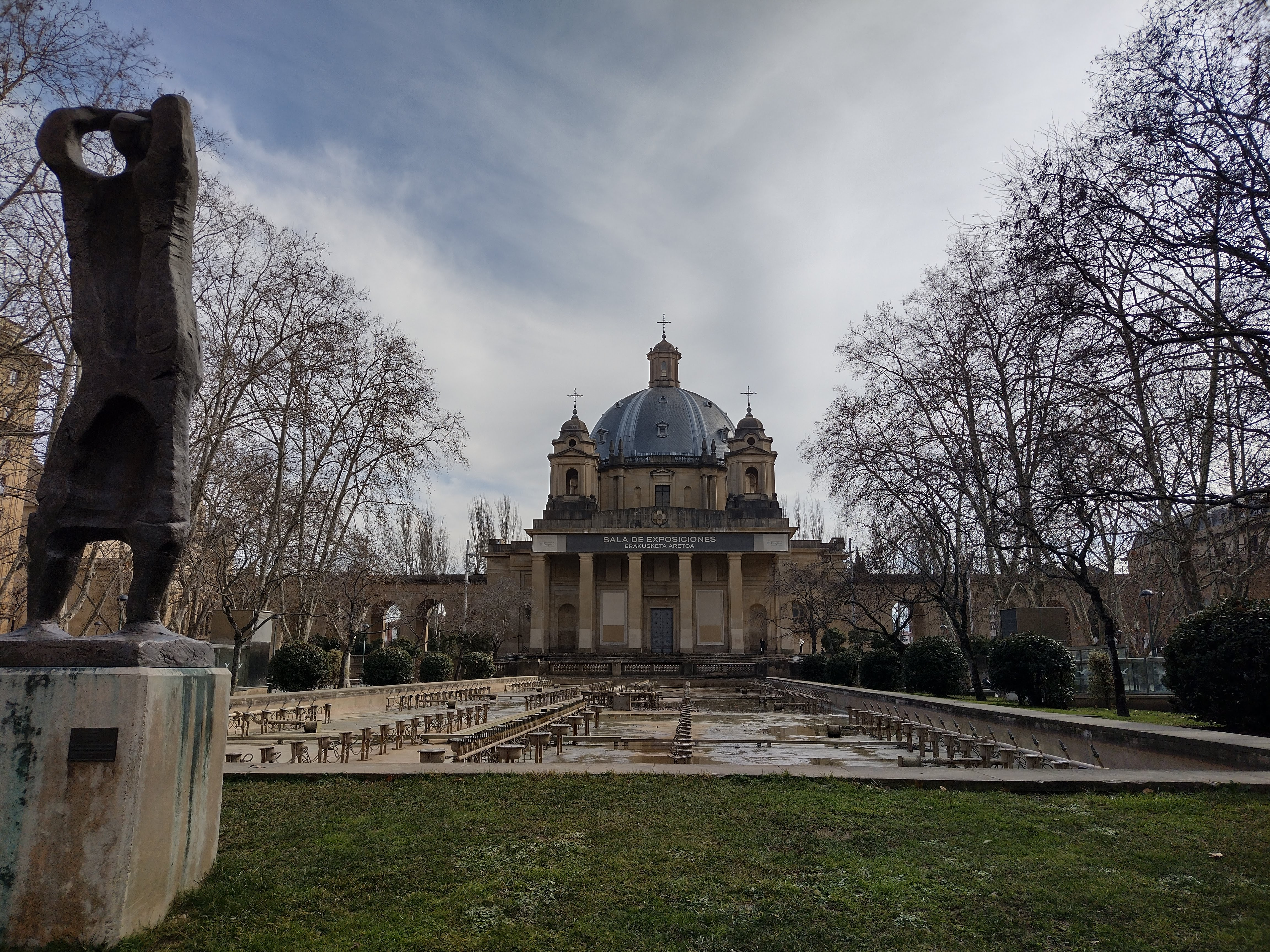
Vista del Monumento a los Caídos de Pamplona (en primer plano la escultura el "Coreano" de Jorge Oteiza)

La obra de José Yárnoz podemos encontrarla por toda España, aunque la mayor concentración se encuentra en su tierra natal, Navarra. Destacando la ampliación y remodelación del Palacio de Navarra (Pamplona), adjudicada en 1929 y ejecutada en 1934 junto a su hermano. Otra de sus grandes propuestas de las que hoy se puede disfrutar en la Pamplona actual, es la apertura de la plaza del Castillo, desplazando el teatro Gayarre de su posición original para comunicar la plaza con la avenida Carlos III vertebradora del Segundo Ensanche.
Saliendo de la plaza del Castillo y caminando por la avenida de Carlos III hacia el sur, donde hoy se levanta la Hacienda Foral de Navarra, los hermanos Yárnoz edificaron la primera sede de la Caja de Ahorros de Navarra en 1931. Con una clara influencia del art decó, el estilo arquitectónico en boga de la Europa de entreguerras.
Tras la guerra civil, el régimen encargó a José Yárnoz junto con Víctor Eusa, la construcción de un monumento a los caídos del bando nacional para la capital Navarra. Entre 1940 y 1962 edificaron el edificio “Navarra a sus Muertos en la cruzada” coloquialmente conocido como el Monumento a los Caídos de Pamplona. El edificio sigue unas líneas neoclasicistas armonizado con los edificios y jardines aledaños. El edificio cierra la avenida de Carlos III por el extremo sur, dando por finalizada la avenida que años atrás había comenzado a definir el arquitecto.

### En Villava
Los trabajos de Yárnoz en la villa de Villava fueron de los primeros proyectos de su extensa carrera.

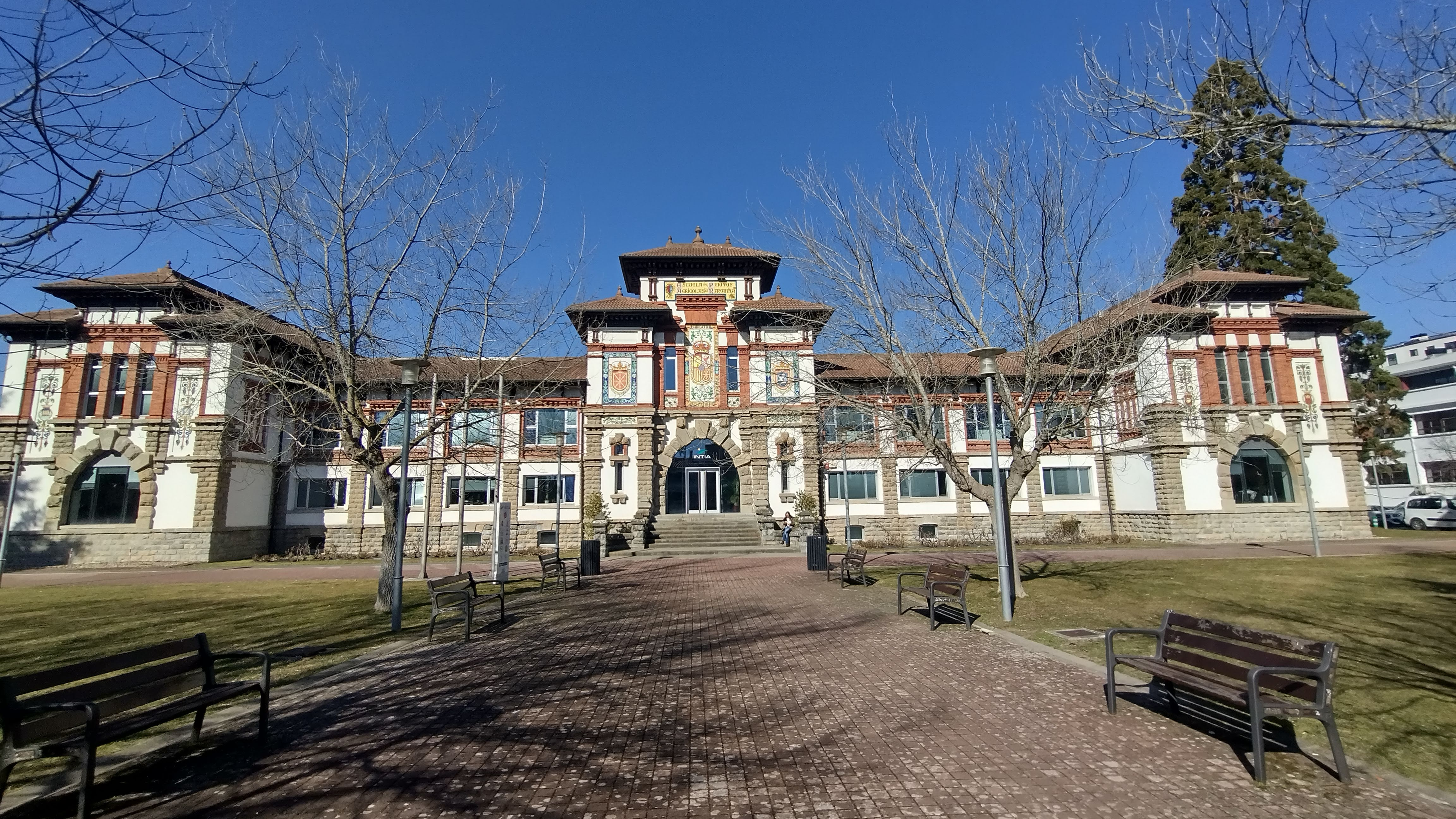
Fachada principal del Palacio Vitícola de Navarra (Villava/Atarrabia), que albergó la Escuela de Peritos Agrícolas (1914-1991)

En julio de 1912, Navarra conmemora el VII Centenario de la batalla de las Navas de Tolosa. A instancias de la Comisión de Monumentos Históricos y Artísticos de Navarra, la Diputación Foral organizó un extenso programa de festejos, entre los que destacaba un Congreso de Viticultura. La localidad de Villava ofrecía unos terrenos situados cerca del límite con Burlada. Una ubicación con grandes ventajas para dicho evento, ya que contaba con amplias parcelas para la plantación de la vid, parcelas más naturales y económicas que las de la capital navarra. Además, la calle en la que se iba a emplazar el palacio del Congreso Vitícola era uno de los lugares preferidos de la burguesía pamplonica para la construcción de sus casas. El proyecto fue presentado a concurso, el cual ganó José Yárnoz y quién también diseño el Casino-restaurante Besta-Jira situado a escasos metros del palacio Vitícola y que abastecería a los visitantes del congreso.
El palacio Vitícola representa el panorama de la arquitectura navarra de principios del siglo XX, en el que Yárnoz fusiona elementos neobarrocos, neomudéjares, elementos regionalistas de filiación vascongada, como el aparejo mixto, el sillar rústico, y el protagonismo de la madera. Es uno de los mejores ejemplos de arquitectura pictórica o cromática de Navarra. En origen, el palacio se hallaba rodeado de macizos de flores, y delante de su fachada principal se levantaban dos mástiles en forma de estandarte de los que colgaban tapices con los escudos de España y Navarra. En la trasera del edificio se hallaban las plantaciones de todas las variedades de vid que se cultivaban en España.

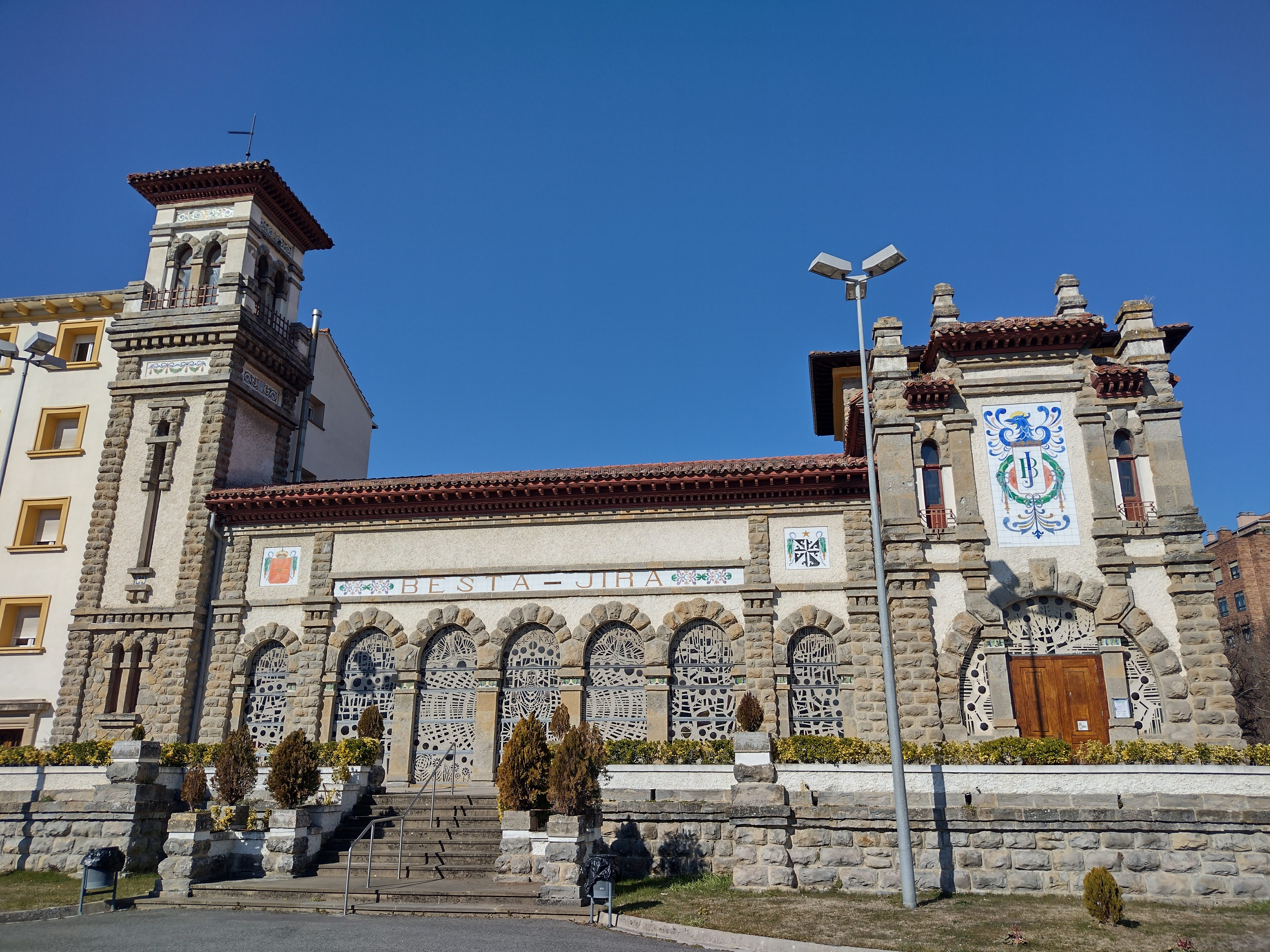
Fotografía del antiguo casino-restaurante "Besta-Jira" actual iglesia de Nuestra señora del Rosario (coloquialmente conocido como los dominicos) (Villava/Atarrabia)

Tras la finalización del congreso, el edificio pasó a ser la Escuela de Peritos Agrícolas, desde 1914 hasta 1991, cuando fue trasladada al campus de la Universidad Pública de Navarra. Actualmente alberga dependencias del Gobierno de Navarra.
El otro edificio de Yárnoz proyectado en Villava es el Casino, restaurante y parque de atracciones Besta-Jira, que estuvo en activo desde 1912 hasta 1915. Siendo adquirido posteriormente por la orden de los Dominicos, pasando a ser seminario y lugar de culto desde 1915 hasta hoy. El edificio fue construido en el contexto de la prohibición militar de la construcción de edificios cercanos a las murallas de Pamplona, por lo que al igual que el Palacio Vitícola, la burguesía pamplonica debía buscar otros espacios para sus unifamiliares y espacios de ocio.
El estilo del edificio tiene varias similitudes con el Palacio Vitícola. Para 1914 ya comenzaron las denuncias contra el Besta-Jira y las fiestas y juegos que se celebraban en su interior, por lo que la conservadora sociedad pamplonesa y villavesa promovió una campaña popular para su cierre.

### En Sevilla
En torno a 1929 José Yárnoz estaba trabajando en el proyecto de la Diputación de Navarra, pero es en ese mismo año cuando se adjudica el diseño de un pabellón que represente a Navarra en la Exposición Ibero-americana de Sevilla de 1929.
El proyecto que definió Yárnoz era de carácter historicista, ya que debía de representar la historia y arte del antiguo Reino de Navarra, por lo que la fachada del pabellón reproducía portada románica de San Miguel, de Estella. El resto del edificio no lo completo al estilo navarro, si no que se amoldó a la climatología sevillana y lo compuso con unos volúmenes blancos para combatir el calor y el sol. Eso sí, el resto de composiciones decorativas reproducían diversos elementos del arte románico navarro.
A ambos lados de la portada se elevaron dos ábsides simulando los ábsides de las iglesias románicas y encima de la portada se situó un tejadillo de teja árabe. Por arriba de esta se colocó el escudo de armas del antiguo reino peninsular y la inscripción de “NAVARRA”
El edificio era de una sola planta y se componía de un amplio zaguán que daba acceso al claustro central, distribuidor de los salones esposicionales. El claustro era una reproducción del de San Pedro de Rúa, el cual albergaba réplicas de joyas navarras, como la pila bautismal de Aoiz o la Cruz del término de Echalar, capiteles de la antigua catedral románica de Pamplona o estelas funerarias.
El edificio fue construido de forma provisional, pero a pesar de ello el Ayuntamiento de Sevilla pretendía dejarlo con carácter permanente y así instalar en el junto a otros pabellones la Feria de Abril. A pesar de ello el terreno estaba arrendado a un particular por lo que al fin del contrato este obligó al derribo del edificio, llevándose a cabo entre 1932 y 1933.